# Guðmundur Hrafnkelsson
Guðmundur Hrafnkelsson (ur. 25 stycznia 1965) – islandzki piłkarz ręczny grający na pozycji bramkarza.

## Kariera klubowa
Jest wychowankiem Fylkiru, z którego trafił do Breiðablik UBK. W 1989 roku opuścił ten klub i przeszedł do FH, a w 1991 roku trafił do Valur FK, z którego przeszedł do HSG Nordhorn. Zawodnikiem niemieckiego klubu był w latach 1999–2001 i rozegrał w nim 57 meczów ligowych. W latach 2001–2003 występował we włoskiej drużynie Papillon Conversano. W latach 2003–2005 był zawodnikiem SG Kronau/Östringen, dla którego rozegrał 60 meczów. W kwietniu 2005 powrócił na Islandię i podpisał dwuletni kontrakt z Afturelding.

## Kariera reprezentacyjna
W islandzkiej kadrze zadebiutował 13 lipca 1986 roku w przegranym 17:30 meczu z ZSRR. Hrafnkelsson zagrał 407 meczów w reprezentacji Islandii, co jest rekordem kraju. Jego czterechsetnym spotkaniem był pojedynek z Koreą Południową na igrzyskach w 2004. W październiku 2004 zakończył reprezentacyjną karierę, po tym jak nie znalazł się w składzie na Puchar Świata w Szwecji. Pięciokrotnie grał na MŚ i trzykrotnie na ME. Uczestniczył także w igrzyskach w 1988, na których zagrał w 4 meczach, igrzyskach w 1992, na których rozegrał 7 spotkań i w 2004, na których zagrał w 6 meczach (400. pojedynek z Koreą Południową był przedostatnim). Był chorążym islandzkiej kadry na tych igrzyskach, a także jej najstarszym członkiem.
Po zakończeniu kariery został trenerem. W 2008 objął stanowisko szkoleniowca Víkinguru Reykjavík.